# Jim Hart

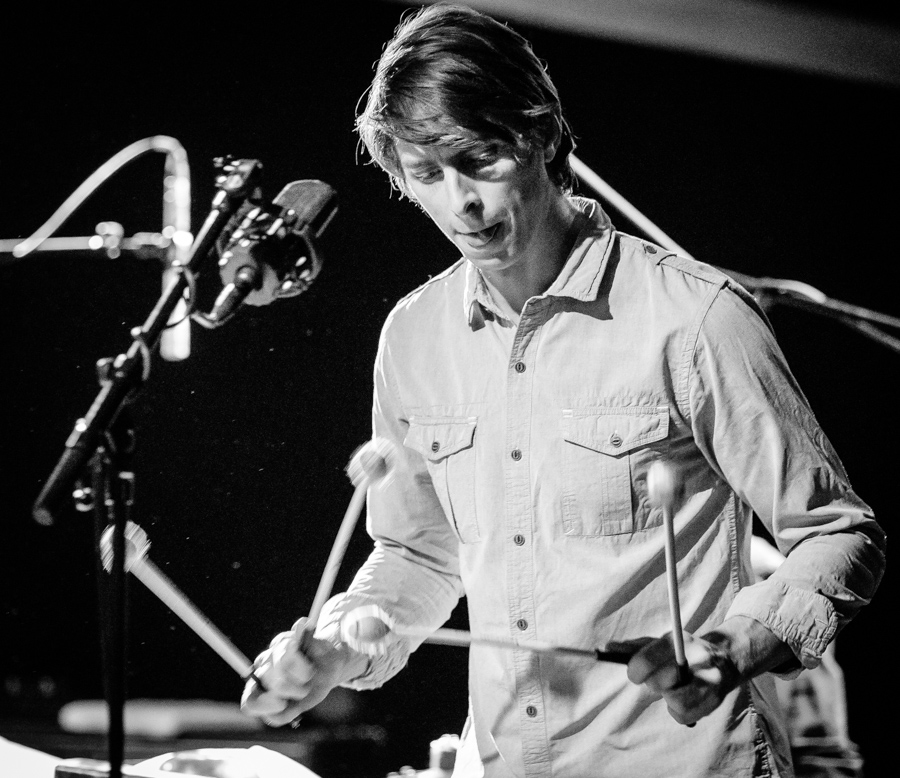
Jim Hart (2017)

Jim Hart (* 1983 in Cornwall) ist ein britischer Jazz-Vibraphonist, Schlagzeuger und Komponist.

## Leben und Wirken
Jim Hart begann als Vierjähriger Piano und Schlagzeug zu spielen; mit zehn Jahren beschäftigte er sich mit Jazz und Harmonielehre. Ab 1994 besuchte er die Chetham’s School of Music in Manchester. Er war Finalist als Perkussionist im BBC-Wettbewerb des Young Musician of the Year und gewann den John Dankworth Most Promising Musician Award. Anschließend zog er nach London, um Piano und Schlagzeug an der Guildhall School of Music and Drama zu studieren. Danach arbeitete er drei Jahre als Schlagzeuger des National Youth Jazz Orchestra und begann unter dem Einfluss von Joe Locke verstärkt Vibraphon zu spielen, zunächst bei Gwilym Simcock. 2002 gründete er mit dem Saxophonisten Ivo Neame die Formation Gemini und begann für die Band zu komponieren. Er gehörte zu den Gründungsmitgliedern der Londoner Musikerkooperative LOOP Collective, auf dessen Label das erste Album Emergence erschien. Hart spielte daneben als Schlagzeuger bei John Dankworth und Cleo Laine; er arbeitete außerdem in den Bandprojekten Neon (mit Stan Sulzmann und Gwilym Simcock), The Liquorice Allsorts (mit Alan Barnes und Paul Clarvis), dem Ivo Neame Quartet, den New Jazz Couriers und dem Tom Richards Jazz Orchestra, ferner mit Ralph Alessi, Michael Janisch und Marius Neset. Zu hören ist er auch auf Ruth Gollers Skyllumina (2024).

## Preise und Auszeichnungen
Nach Auszeichnungen des British Jazz Awards (2006/07) als „Musiker des Jahres (Sonstige Instrumente)“ wurde er 2011 zum Musiker des Jahres für die britischen Parliamentary Jazz Awards nominiert. 2013 und 2014 erhielt er weitere British Jazz Awards.

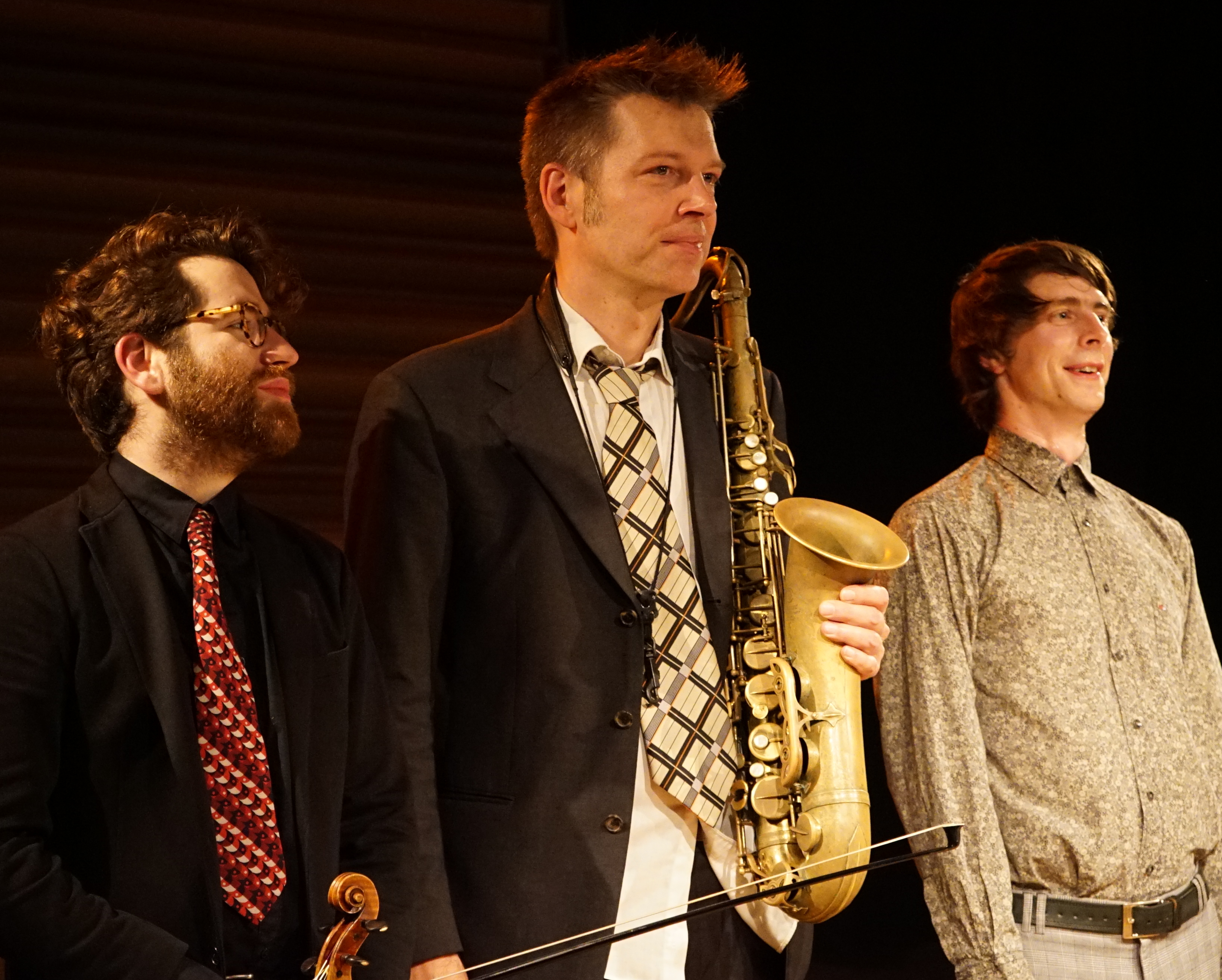
Velvet Revolution mit Théo Ceccaldi, Daniel Erdmann, Jim Hart

## Diskographische Hinweise
- Jim Hart's Gemini: Emergence (Loop Records, 2006)
- Neon: Here to There (Basho, 2007)
- Jim Hart's Gemini: Narrada (Loop, 2009)
- Jim Hart Quartet: Words & Music (Woodville Records, 2009)
- Neon Quartet: Catch Me (Edition Records, 2010)
- Daniel Erdmann’s Velvet Revolution: A Short Moment of Zero G (BMC/Note 1  2016, mit Daniel Erdmann, Théo Ceccaldi)
- Jim Hart & Alfred Vogel: Come Rain, Come Shine (2017)
- Cloudmakers Five: Traveling Pulse (2018, mit Michael Janisch, Dave Smith, Antonin-Tri Hoang, Hannes Riepler)
- Jim Hart & Ivo Neame: Multiverse (Edition Records, 2020, mit Matt Calvert)
- Velvet Revolution: Message in a Bubble (BMC 2023, mit Daniel Erdmann und Théo Ceccaldi)[5]